# Vostochniy (huyện)
Huyện Vostochniy (tiếng Nga: ? райо́н) là một huyện hành chính tự quản (raion), của Moskva, Nga. Huyện có diện tích 155 km², dân số thời điểm ngày 1 tháng 1 năm 2000 là 1110500 người. Trung tâm của huyện đóng ở.